# Медведков, Алексей Иванович
Алексей Иванович Медведков (святой праведный Алексий Южинский, фр. Alexis d'Ugine; 1 июля 1867, село Фомичёво, Вяземский уезд, Смоленская губерния — 22 августа 1934, Анси, Франция) — протоиерей Западноевропейского экзархата Русских приходов Константинопольского патриархата, настоятель Свято-Николаевского храма города Южинa.
Канонизирован Константинопольской православной церковью в лике праведных.

## Биография
Родился 1 июля 1867 года в селе Фомичёво Вяземского уезда Смоленской губернии (ныне урочище Фомищёво в Каснянском сельском поселении Вяземского района Смоленской области в семье священника Иоанна Алексеевича Медведкова и его супруги Неониллы Михайловны.
Окончил Вяземское духовное училище, а в 1889 году — Санкт-Петербургскую духовную семинарию.

### Церковное служение в России
Служил чтецом в храме св. Екатерины на Васильевском острове в Санкт-Петербурге. Женился (супруга безвременно скончалась в 1929 года в Тарту).
После беседы с протоиереем Иоанном Кронштадтским решил принять священный сан. В 1895 году рукоположён во диакона, а в 1896 году — в сан священника.
В течение 23 лет (1895-1918) служил священником села Вруды Ямбургского уезда Санкт-Петербургской губернии. В 1916 году возведён в сан протоиерея.
После революции был арестован большевиками и приговорён к смертной казни, но через некоторое время был освобожден по ходатайству дочери.

### Эмиграция
В 1919 году эмигрировал в Эстонию и поселился в городе Кохтла-Ярве на северо-востоке Эстонии, где, чтобы прокормить семью, работал на рудниках, а затем ночным сторожем. С 1923 года служил сверхштатным священником в храме Богоявления в городе Йыхви недалеко от Кохтла-Ярве.
В 1930 году переехал во Францию. Недолгое время служил в Александро-Невском соборе в Париже, а затем, в том же 1930 году, переехал в департамент Верхняя Савойя на юго-восток Франции и продолжил служение в храме святителя Николая Чудотворца в городе Южин.
Скончался от рака 22 августа 1934 года в больнице в города Анси, департамент Верхняя Савойя. Похоронен на кладбище в Южине.

## Церковное почитание и канонизация
В 1956 году в связи с закрытием кладбища в Южине останки протоиерея Алексия Медведкова были вскрыты и обнаружены нетленными. Они были с почестями перезахоронены в 1957 году на кладбище Сент-Женевьев-де-Буа под Парижем, после чего был поставлен вопрос о его канонизации.
16 января 2004 года был канонизирован Священным Синодом Константинопольского Патриархата в числе подвижников из среды русских эмигрантов, живших во Франции.
13 октября 2005 года мощи прав. Алексия Медведкова были торжественно перенесены в Преображенский храм Покровского женского монастыря в местечке Бюсси-ан-От (Франция).